# Wolfgang W. Mickel
Wolfgang Wilhelm Mickel (* 6. April 1929 in Offenbach am Main; † 9. Dezember 2005 in Bad Homburg vor der Höhe) war ein deutscher Politikwissenschaftler.

## Leben
Wolfgang Mickel studierte Politikwissenschaften an der Johann Wolfgang Goethe-Universität Frankfurt am Main. 1957 wurde er mit der Arbeit „Der gefühlsmässig-religiöse Wortschatz Klopstocks, insbesondere in seiner Beziehung zum Pietismus: Ein Beitrag zur Sprache und Theologie des Dichters“ promoviert. Von 1972 bis 1994 war Wolfgang Mickel Professor für Politikwissenschaft und ihre Didaktik an der Pädagogischen Hochschule Karlsruhe. In den 1990er Jahren war er Gastprofessor an der Martin-Luther-Universität Halle-Wittenberg in Halle (Saale) und an der Justus-Liebig-Universität Gießen.
Seine Hauptforschungsgebiete waren die europäische Integrations- und Bildungspolitik sowie Methodik und Didaktik der politischen Bildung. Über 500 wissenschaftliche Publikationen hat Wolfgang Mickel verfasst.
Seine Forschungen setzte er in verschiedenen Verbandstätigkeiten in die Praxis um. Wolfgang Mickel war in der Association Européenne des Enseignants (EBB-AEDE) in Brüssel, dem Europäischen Bund für Bildung und Wissenschaft, engagiert. Er war deren langjähriger Vizepräsident und Bundesvorsitzender der deutschen Sektion von 1970 bis 1994 und bis zu seinem Tode Vorstandsmitglied. Wolfgang Mickel war zudem Vorstandsmitglied des deutschen Rates der Europäischen Bewegung und bildungspolitischer Berater des Generalsekretärs des Europarates in Straßburg.
Wolfgang Mickel war aktiver Kommunalpolitiker der CDU in Bad Homburg vor der Höhe. Er gehörte dem Stadtparlament von 1969 bis 2001 an.
1979 wurde Wolfgang Mickel mit dem Bundesverdienstkreuz am Bande ausgezeichnet, 1991 folgte das Bundesverdienstkreuz 1. Klasse. 1980 erhielt er für seine langjährige kommunalpolitische Tätigkeit den Ehrenbrief des Landes Hessen. 1989 wurde er von der Stadt Bad Homburg mit dem Ehrentitel eines Stadtältesten ausgezeichnet.
Wolfgang Mickel starb 2005 nach längerer Krankheit. Er war verheiratet und hatte zwei Kinder.

## Werke (Auswahl)
- zusammen mit Dietrich Zitzlaff: "Handlexikon zur Politikwissenschaft", Ehrenwirth-Verlag 1985, ISBN 3431024459.
- zusammen mit Arthur Miller: "All my Sons", Diesterweg 1986, ISBN 3-425040375.
- "Europäische Bildungspolitik", Luchterhand 1988, ISBN 3-472550791.
- zusammen mit Berthold Wiegand: "Geschichte, Politik und Gesellschaft, Bd.2, Die Großmächte, Internationale Beziehungen, Deutschland nach 1945", Cornelsen 1993, ISBN 3-454-59721-8.
- zusammen mit Dietrich Zitzlaff: "Methodenvielfalt im politischen Unterricht", Wochenschau-Verlag 1995, ISBN 3-879203792.
- zusammen mit Berthold Wiegand: "Geschichte, Politik und Gesellschaft, Bd.1, Von der Französischen Revolution bis zum Ende des 2. Weltkriegs", Cornelsen 2003 (2. Auflage), ISBN 3-454-59710-2.
- zusammen mit Jan Bergmann: "Handlexikon der Europäischen Union", Nomos 2005, ISBN 3-832916830.

## Einzelbelege
1. ↑  Heinz Steinert: Protest und Reaktion. Springer-Verlag, 2013, ISBN 978-3-322-96991-0 (google.de [abgerufen am 16. Juni 2020]).

| Personendaten    | Personendaten                                 |
| ---------------- | --------------------------------------------- |
| NAME             | Mickel, Wolfgang W.                           |
| ALTERNATIVNAMEN  | Mickel, Wolfgang Wilhelm (vollständiger Name) |
| KURZBESCHREIBUNG | deutscher Politikwissenschaftler              |
| GEBURTSDATUM     | 6. April 1929                                 |
| GEBURTSORT       | Offenbach am Main                             |
| STERBEDATUM      | 9. Dezember 2005                              |
| STERBEORT        | Bad Homburg vor der Höhe                      |